# Saignelégier–La Chaux-de-Fonds-Bahn
| Zug der SC mit Malletlok G 2x2/2 Nr. 4 in Saignelégier. |                                                                    |                                       |                                       |
| Streckennummer (BAV): | 236 (La Chaux-de-Fonds–Le Noirmont) 237 (Le Noirmont–Saignelégier) |                                       |                                       |
| Fahrplanfeld: | 236                                                                |                                       |                                       |
| Streckenlänge: | 26.44 km                                                           |                                       |                                       |
| Spurweite: | 1000 mm (Meterspur)                                                |                                       |                                       |
| Stromsystem: | ab 1953: 1500 V =                                                  |                                       |                                       |
| Maximale Neigung: | 40 ‰                                                               |                                       |                                       |
| |                                                                    |                                       |                                       |
| \| \| \| RSG von Glovelier \| \| \| \| 5.39 \| Saignelégier \| 982 m ü. M. \| \| \| \| 1915–1953 Rollschemelanlage \| \| \| \| 3.76 \| Muriaux \| 962 m ü. M. \| \| \| 2.37 \| Les Emibois \| 954 m ü. M. \| \| \| \| TBN/TT von Tavannes \| \| \| \| 0.0022.98 \| Le Noirmont \| 969 m ü. M. \| \| \| 26.02 \| Le Creux-des-Biches \| 1013 m ü. M. \| \| \| 27.77 \| Le Boéchet \| 1033 m ü. M. \| \| \| 30.18 \| Les Bois \| 1029 m ü. M. \| \| \| 32.12 \| La Large-Journée \| 1016 m ü. M. \| \| \| 33.45 \| La Chaux-d’Abel \| 994 m ü. M. \| \| \| 34.93 \| La Ferrière \| 1005 m ü. M. \| \| \| \| Brücke Ferrière (129 m) \| \| \| \| 36.36 \| Le Seignat (bis 2012) \| 1027 m ü. M. \| \| \| 37.95 \| La Cibourg \| 1036 m ü. M. \| \| \| \| Fehlerprofil −0.02 \| \| \| \| 40.27 \| Bellevue (bis 2012) \| 1073 m ü. M. \| \| \| 42.95 \| La Chaux-de-Fonds-Est \| 1012 m ü. M. \| \| \| \| Brücke Hôtel-de-Ville (40 m) \| \| \| \| \| TRN von Les Ponts-de-Martel \| \| \| \| \| SBB von Neuchâtel und von Biel/Bienne \| \| \| \| 44.03 \| La Chaux-de-Fonds \| 1012 m ü. M. \| \| \| \| 1915–2010 Rollschemelanlage \| \| \| \| \| SBB nach Le Locle \| \| |                                                                    |                                       |                                       |
| |                                                                    | RSG von Glovelier                     |                                       |
| Bahnhof · Kopfbahnhof Streckenende (Strecke außer Betrieb) | 5.39                                                               | Saignelégier                          | 982 m ü. M.                           |
| Strecke |                                                                    | 1915–1953 Rollschemelanlage           | 1915–1953 Rollschemelanlage           |
| Haltepunkt / Haltestelle | 3.76                                                               | Muriaux                               | 962 m ü. M.                           |
| Haltepunkt / Haltestelle | 2.37                                                               | Les Emibois                           | 954 m ü. M.                           |
| Abzweig geradeaus und von links |                                                                    | TBN/TT von Tavannes                   | TBN/TT von Tavannes                   |
| Bahnhof | 0.0022.98                                                          | Le Noirmont                           | 969 m ü. M.                           |
| Haltepunkt / Haltestelle | 26.02                                                              | Le Creux-des-Biches                   | 1013 m ü. M.                          |
| Haltepunkt / Haltestelle | 27.77                                                              | Le Boéchet                            | 1033 m ü. M.                          |
| Bahnhof | 30.18                                                              | Les Bois                              | 1029 m ü. M.                          |
| Haltepunkt / Haltestelle | 32.12                                                              | La Large-Journée                      | 1016 m ü. M.                          |
| Haltepunkt / Haltestelle | 33.45                                                              | La Chaux-d’Abel                       | 994 m ü. M.                           |
| Haltepunkt / Haltestelle | 34.93                                                              | La Ferrière                           | 1005 m ü. M.                          |
| Brücke |                                                                    | Brücke Ferrière (129 m)               | Brücke Ferrière (129 m)               |
| ehemaliger Haltepunkt / Haltestelle | 36.36                                                              | Le Seignat (bis 2012)                 | 1027 m ü. M.                          |
| Bahnhof | 37.95                                                              | La Cibourg                            | 1036 m ü. M.                          |
| Kilometer-Wechsel |                                                                    | Fehlerprofil −0.02                    | Fehlerprofil −0.02                    |
| ehemaliger Haltepunkt / Haltestelle | 40.27                                                              | Bellevue (bis 2012)                   | 1073 m ü. M.                          |
| Haltepunkt / Haltestelle | 42.95                                                              | La Chaux-de-Fonds-Est                 | 1012 m ü. M.                          |
| Brücke |                                                                    | Brücke Hôtel-de-Ville (40 m)          | Brücke Hôtel-de-Ville (40 m)          |
| Abzweig geradeaus und von links |                                                                    | TRN von Les Ponts-de-Martel           | TRN von Les Ponts-de-Martel           |
| Strecke · Strecke von links |                                                                    | SBB von Neuchâtel und von Biel/Bienne | SBB von Neuchâtel und von Biel/Bienne |
| Kopfbahnhof Streckenende · Bahnhof | 44.03                                                              | La Chaux-de-Fonds                     | 1012 m ü. M.                          |
| Strecke |                                                                    | 1915–2010 Rollschemelanlage           | 1915–2010 Rollschemelanlage           |
| Strecke |                                                                    | SBB nach Le Locle                     | SBB nach Le Locle                     |

Die Saignelégier–La Chaux-de-Fonds-Bahn, französisch Chemin de fer Saignelégier–La Chaux-de-Fonds (SC), war eine Eisenbahngesellschaft, die die schmalspurige Bahnstrecke von Saignelégier nach La Chaux-de-Fonds betrieb. 1944 wurde die Bahn durch Fusion Bestandteil der Chemins de fer du Jura (CJ), welche die Strecke 1953 mit 1500 Volt Gleichstrom elektrifizierten.

## Geschichte

### Bau
Die ersten im Jura gebauten Hauptlinien wurden vor allem zur Verbindung nach Frankreich gebaut und erschlossen die abgelegenen Gebiete in den Freibergen nicht. Am 7. Dezember 1892 konnte dann die Saignelégier–La Chaux-de-Fonds-Bahn ihre Meterspurlinie von Saignelégier über Le Noirmont nach La Chaux-de-Fonds-Est (La Chaux-de-Fonds Ost) in Betrieb nehmen. Die Weiterführung zum Bahnhof La Chaux-de-Fonds der Jura-Simplon-Bahn musste bis zum 28. November 1893 warten, als die gemeinsam von Schiene und Strasse benutzte Brücke Hotel de Ville fertig gebaut war. Damit war auch die Verbindung zur ebenfalls schmalspurigen Bahn Ponts–Sagne–La Chaux-de-Fonds (PSC) hergestellt. Mit Ausnahme der bereits erwähnten Hotel-de-Ville-Brücke verfügte die Bahnstrecke ursprünglich über keine nennenswerten Kunstbauten.

### Anschlüsse von weiteren Bahnen

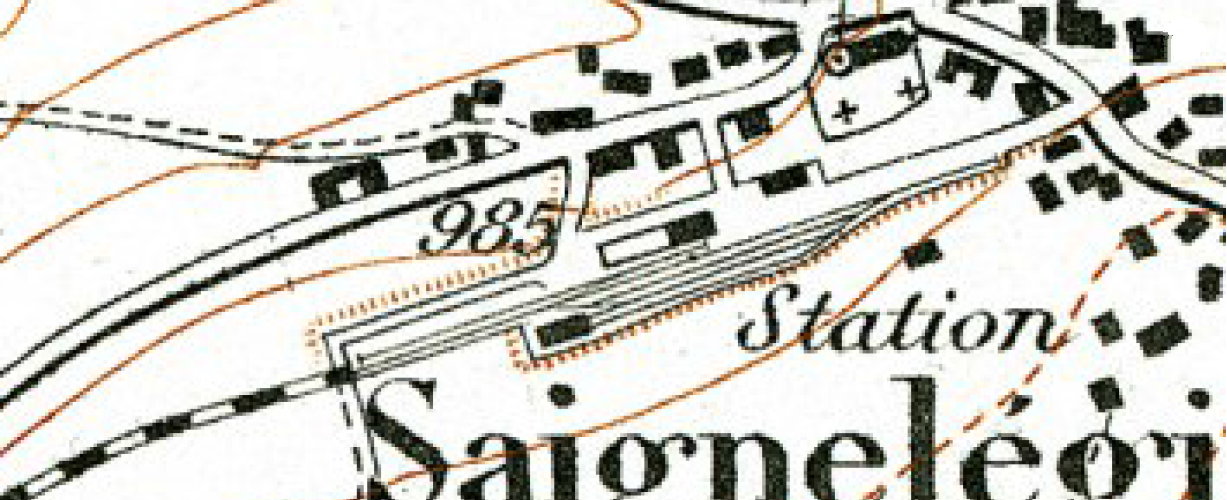
Vor 1904 war Saignelégier Endbahnhof der Schmalspurbahn aus La Chaux-de-Fonds.

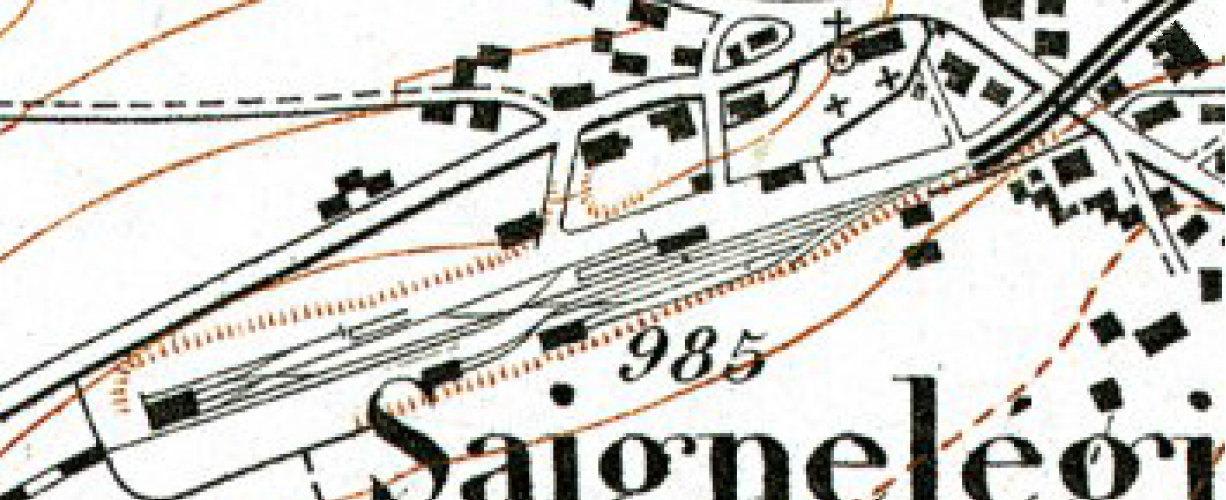
Mit der Eröffnung des normalspurigen RSG wurde Saignelégier zum Spurwechselbahnhof mit einer komplizierten Gleisanlage.

1904 nahm der Régional Saignelégier–Glovelier (RSG) den Betrieb auf, womit die wichtige Verbindung zur Hauptlinie Basel–Delémont–Glovelier–Porrentruy und weiter nach Frankreich zustande kam. Die Strecke Saignelégier–Glovelier wurde jedoch in Normalspur erstellt, um den umfangreichen Vieh- und Holztransport zu vereinfachen. Saignelégier wurde zum Spurwechselbahnhof mit verschlungenen Gleisanlagen. Zur Überwindung der verschiedenen Spurweiten werden auf der Strecke Saignelégier–La Chaux-de-Fonds seit Mai 1915 Rollschemel eingesetzt.
Mit der benachbarten Ponts–Sagne–La Chaux-de-Fonds-Bahn (PSC) bestanden trotz der gleichen Spurweite und dem Gemeinschaftsbahnhof nicht die besten Beziehungen. Dennoch besorgte die Saignelégier–La Chaux-de-Fonds-Bahn seit dem 1. Juli 1913 den Fahrdienst der PCS, weil die vorher betriebsführende Jura neuchâtelois (JN) verstaatlicht und in die SBB eingegliedert wurde.
Am 15. November 1913 wurde die Bahn Tramelan–Breuleux–Noirmont (TBN) eröffnet. Sie bildete die Verlängerung der bereits 1884 in Betrieb gegangenen Strecke Tramelan–Tavannes (TT). Weil im Gegensatz zur SC die TBN seit ihrer Eröffnung elektrisch betrieben wurde, war ein durchgehender Betrieb zwischen La Chaux-de-Fonds-Bahn und Tavannes nur eingeschränkt möglich. Die beiden Bahnen TBN und TT schlossen sich 1927 zu der Chemin de fer Tavannes–Noirmont (CTN) zusammen.

### Betriebsergebnisse
Die Haupteinnahmequelle der Saignelégier–La Chaux-de-Fonds-Bahn bildete der Personenverkehr, obwohl auch dem Güterverkehr eine wichtige Bedeutung zukam. Seit dem zweiten Betriebsjahr wiesen die Betriebsergebnisse stets einen Gewinn aus, der als Reserve angelegt wurde. Auch der Erste Weltkrieg beeinträchtigte die Finanzlage nicht. Nach dem Krieg stiegen die Betriebskosten jedoch stark an, und die finanzielle Situation wurde prekär. Zudem kam das Elsass nach dem Krieg an Frankreich zurück, wodurch die Linie Basel–Delle stark an Bedeutung verlor. Seit 1918 blieb die Bahn defizitär, und die Anlagen und Fahrzeuge veralteten zusehends. Um eine durchgreifende technische Sanierung zu ermöglichen, fusionierten am 1. Januar 1944 die SC mit dem RSC, der CTN und dem Régional Porrentruy–Bonfol (RPB) zu den Chemins de fer du Jura (CJ).

## Betrieb durch die Chemins de fer du Jura

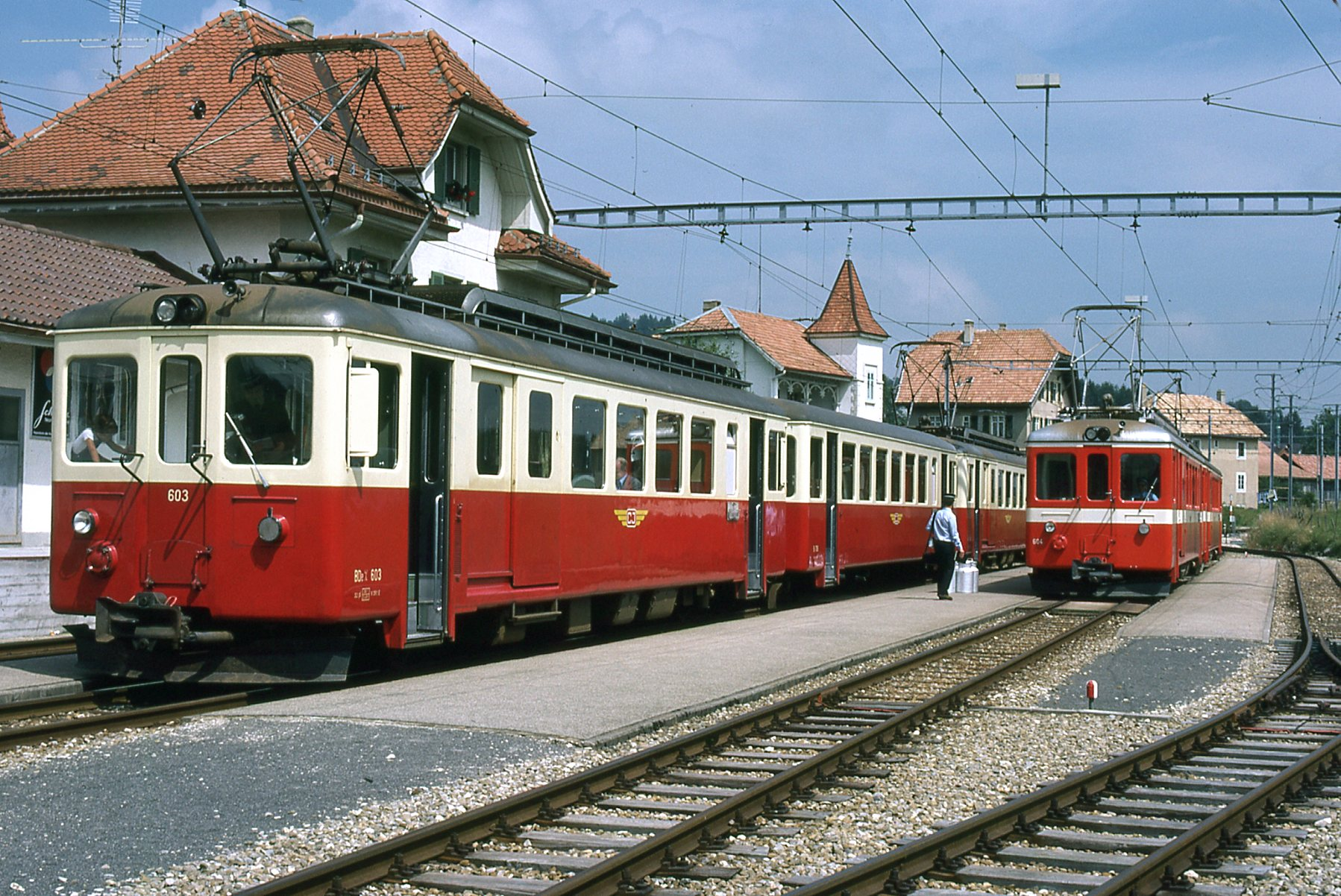
Bahnhof Le Noirmont im Jahr 1977. Links die nach Glovelier verkehrende Komposition, rechts der Anschlusszug nach Tavannes.

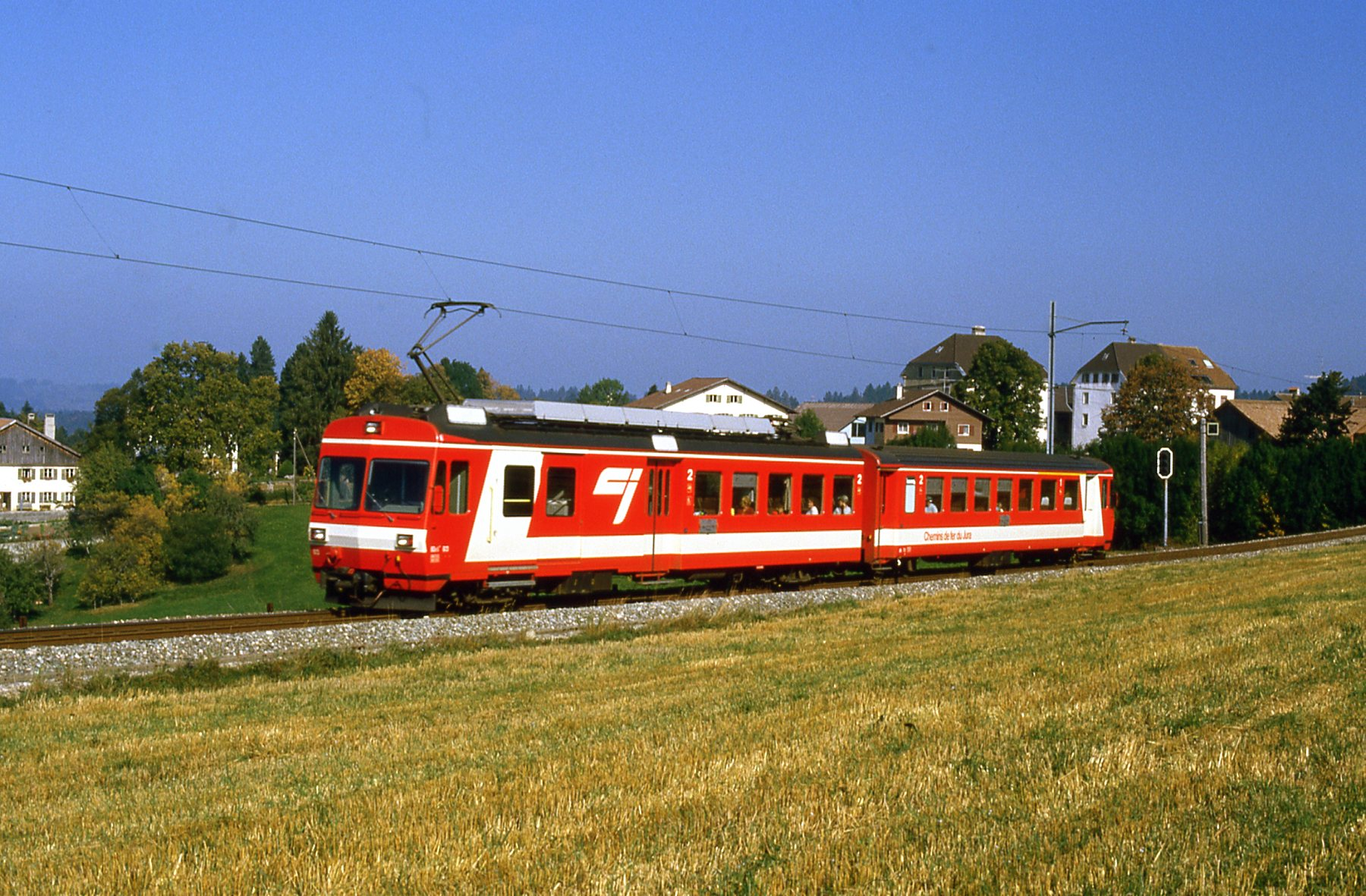
CJ-Pendelzug der zweiten Generation kurz nach Saignelégier.

Zur Vereinfachung des Betriebs bauten die CJ die Strecke Saignelégier–Glovelier auf Meterspur um. Der Verlad der normalspurigen Güterwagen auf Rollschemel erfolgt seither nicht mehr in Saignelégier, sondern in Glovelier oder bis 2010 weiterhin in La Chaux-de-Fonds.
Die CJ betreiben seit dem 4. Oktober 1953 ihr gesamtes Meterspurnetz mit 1500 Volt Gleichstrom. Das Rollmaterial wurde praktisch vollständig durch neue Fahrzeuge ersetzt. Die beiden Unterwerke in La Ferrière und Le Noirmont versorgen die Strecke mit Strom.
Obwohl die CJ das gleiche Stromsystem wie die benachbarte Strecke La Chaux-de-Fonds–Les Ponts-de-Martel aufweist, werden nur vereinzelt Fahrzeuge zwischen den CJ und den Transports Régionaux Neuchâtelois (TRN) ausgetauscht. Regelmässig gelangen Fahrzeuge des TRN auf das Netz der CJ, um auf der Unterflurdrehbank in der CJ-Werkstätte Tramelan ihre Räder zu reprofilieren. In La Chaux-de-Fonds können die Fahrleitungen von CJ und TRN über einen Kuppelschalter miteinander verbunden werden, um im Notfall die Nachbarbahn mit Strom zu versorgen.
1959 ersetzten die CJ die stählerne Hotel-de-Ville-Brücke durch eine Betonkonstruktion. 1979 wurde die 129 Meter lange Brücke Ferrière zwischen dem gleichnamigen Dorf und Le Seignat in Betrieb genommen. Sie ersetzt die alte, sehr gewundene Linienführung.

### Heutiger Betrieb

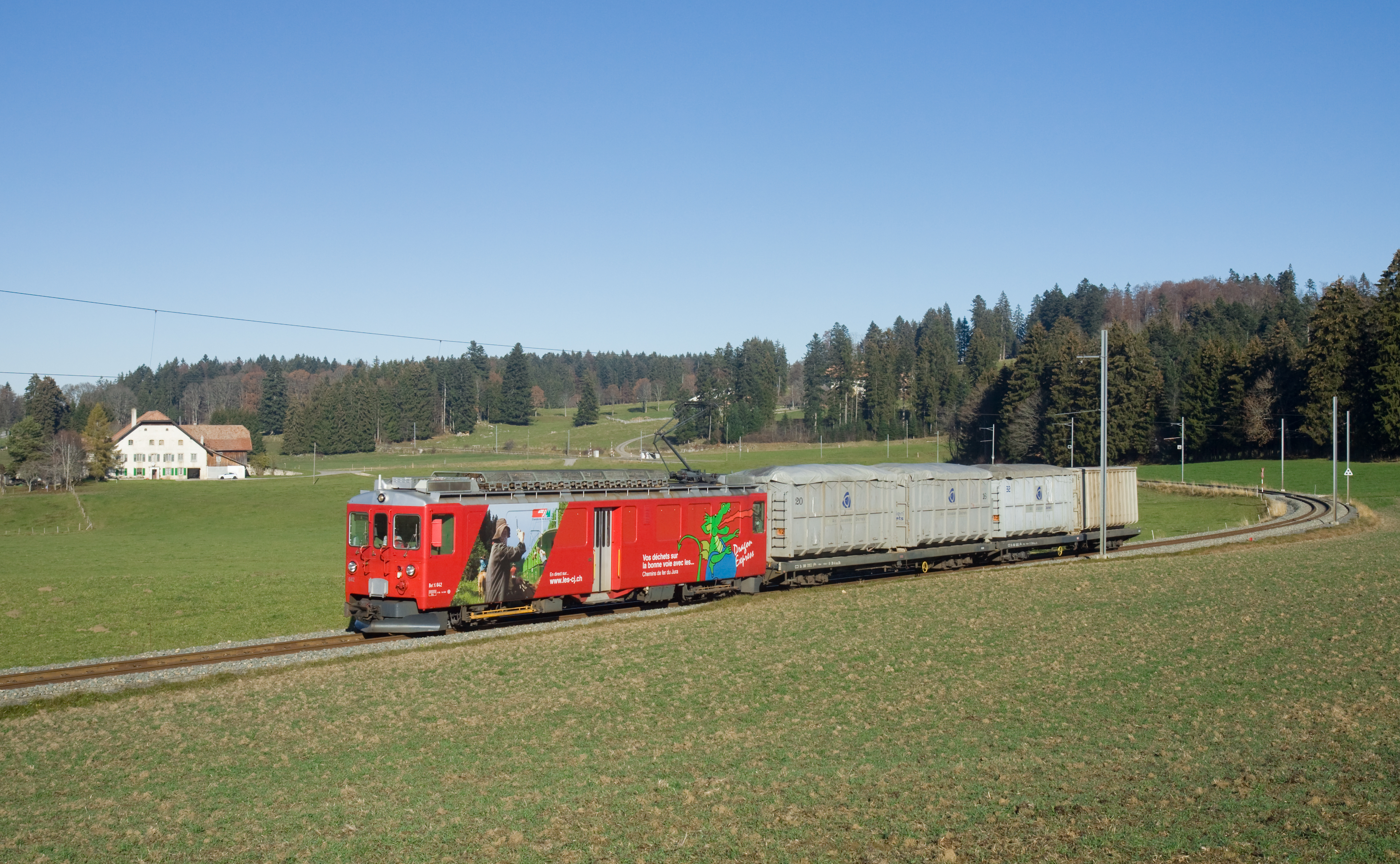
Kehrichtzug mit einem von der RhB erworbenen Triebwagen ABe 4/4 bei La Ferrière.

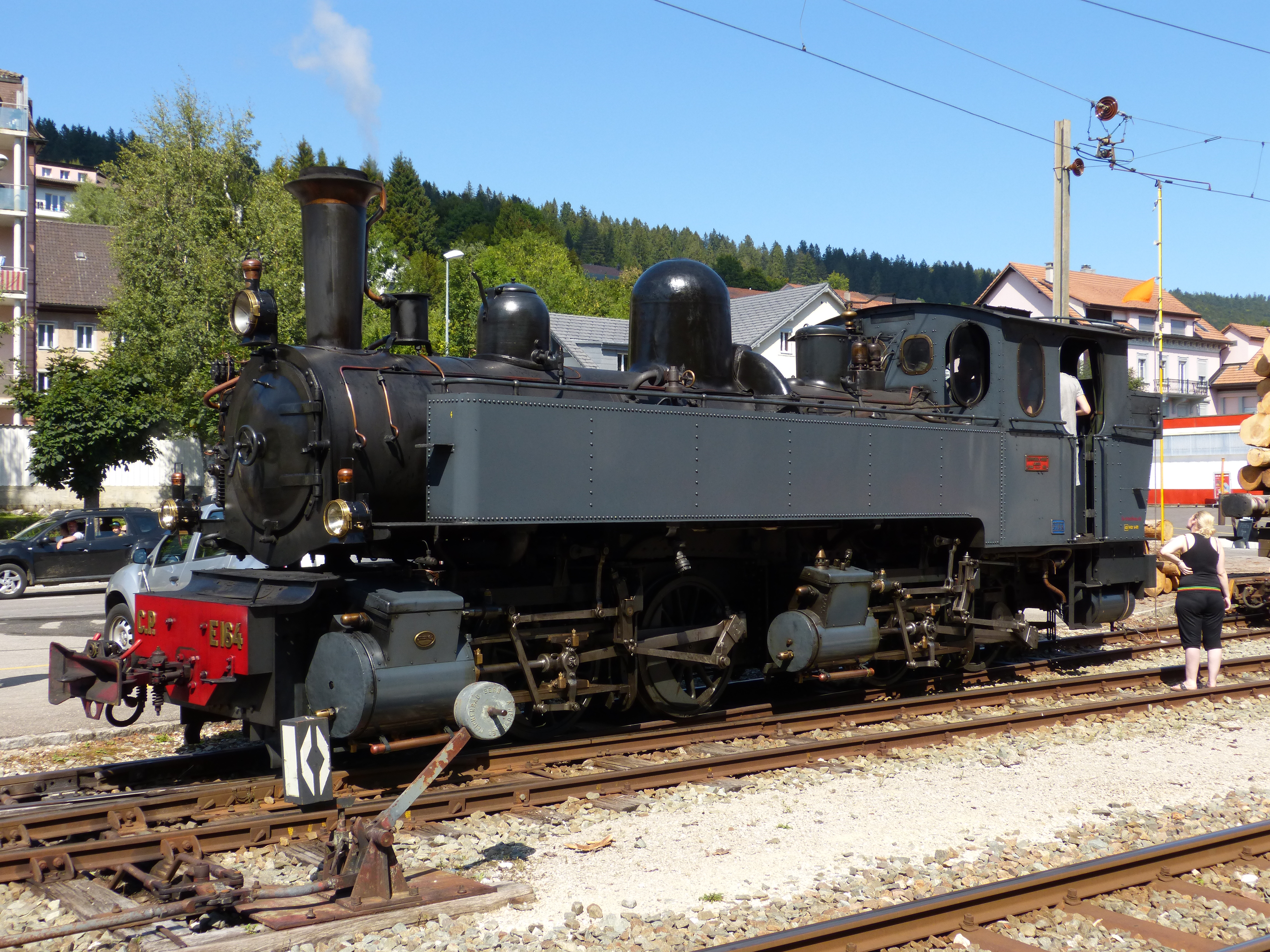
Dampflokomotive G 2x2/2 E 164, die von La Traction für die Beförderung von Dampfzügen benutzt wird.

Die Personenzüge La Chaux-de-Fonds–Saignelégier–Glovelier verkehren fast durchgehend im Stundentakt. In Le Noirmont bieten sie Anschluss an die Züge nach Tavannes. Zu Grossverkehr führt jeweils der im August stattfindende Marché-Concours national de chevaux in Saignelégier.
Von Montag bis Freitag sind regelmässig Güterzüge unterwegs. Seit 2000 verkehren Kehrichttransporte von Glovelier in die Verbrennungsanlage La Chaux-de-Fonds. Zudem werden Normalspurwagen auf Rollschemel befördert, die vor allem Langholz, Heizöl, Schotter und Strassensalz transportieren.
Von Juli bis September verkehren fahrplanmässige Dampfzüge von La Traction auf der Strecke Pré-Petitjean–Saignelégier–Le Noirmont–La Chaux-de-Fonds und –Tavannes.
In Saignelégier befindet sich ein Depot für den Unterhalt der im Regelverkehr eingesetzten Fahrzeuge. In Le Noirmont erlaubt eine eingleisige Remise das Einstellen von Baudienstfahrzeugen.

## Streckenbeschreibung

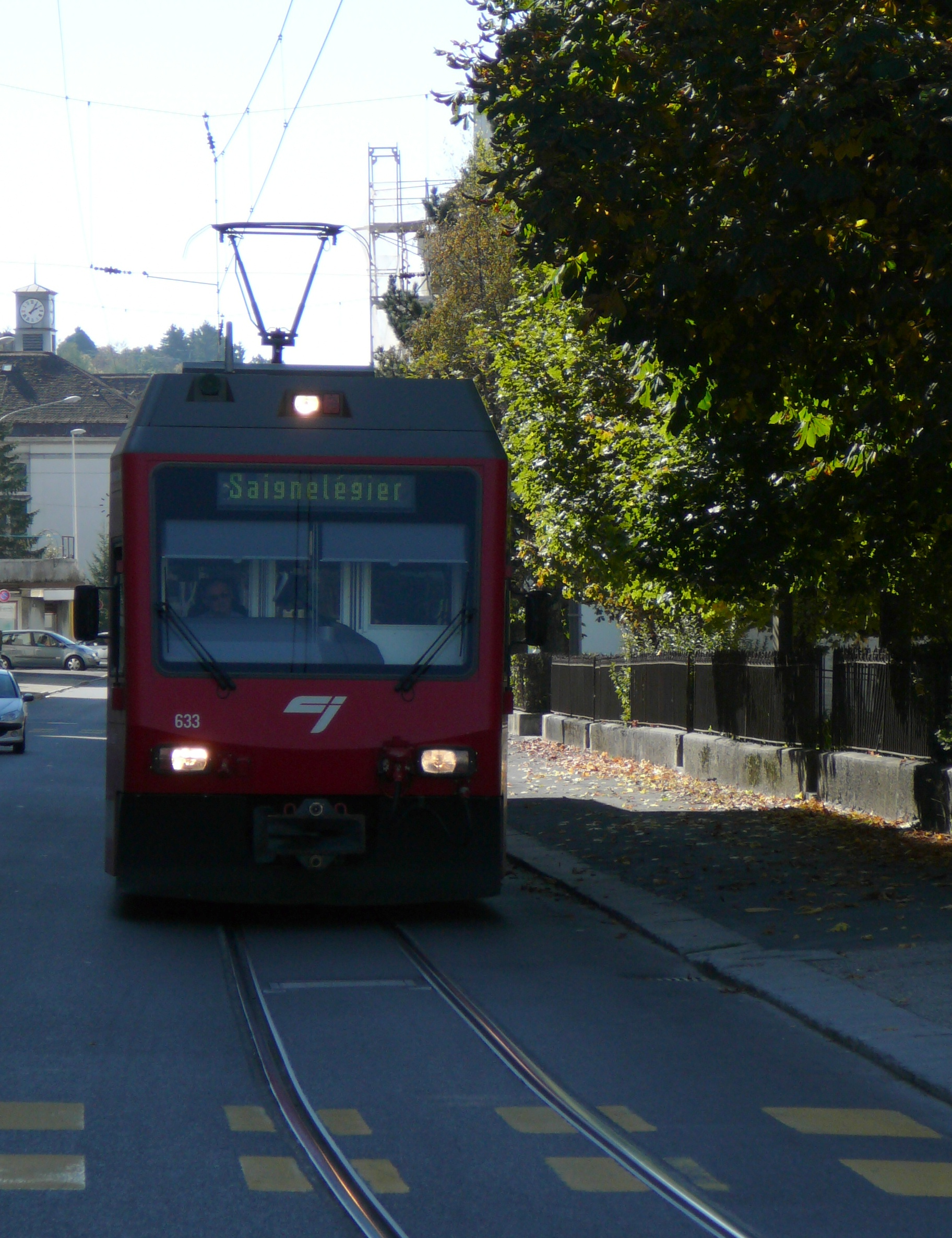
Moderner GTW-Zug der CJ auf dem Strassenbahnabschnitt in La Chaux-de-Fonds.

Die 27 Kilometer lange Strecke verbindet Saignelégier im Kanton Jura mit der neuenburgischen Uhrmacherstadt La Chaux-de-Fonds. Kurz nach der Abfahrt in Saignelégier sehen die Fahrgäste das tiefe Tal des Doubs und dahinter das bereits in Frankreich liegende Hochplateau von Maîche. An den kleinen Orten Muriaux und Les Emibois vorbei erreichen die Züge Le Noirmont, wo auf der linken Seite die von Tavannes kommende Strecke einmündet. Auf den Höhenzügen rechts ist die Herzklinik sichtbar.
Die Strecke bis Les Bois durchquert Waldweiden auf rund 1000 Meter über Meer. Der Glockenturm der Kirche von Les Bois ist typisch für die benachbarte Region Franche-Comté. Zwischen La Large-Journée und La Chaux d’Abel überquert die Bahn die Kantonsgrenze, um La Ferrière im Kanton Bern zu erreichen. Unmittelbar vor der früheren Haltestelle Le Seignat gelangt die Strecke in den Kanton Neuenburg. Nach dem Kreuzungsbahnhof La Cibourg befahren die Züge einen kurvigen Streckenabschnitt, um bei Bellevue auf 1072 Meter über Meer den höchsten Punkt der Strecke zu erreichen. Die anschliessende Talfahrt durch einen Tannenwald führt nach La Chaux-de-Fonds, wo die Züge auf einem Strassenbahnabschnitt zum Bahnhof rollen. Kurz vor dem Bahnhof La Chaux-de-Fonds endet die Strassenbenutzung, und die Bahn fährt parallel zu den SBB-Linien aus Neuenburg und Biel sowie der Schmalpurstrecke aus Les Ponts-de-Martel in ihren Endbahnhof.

## Triebfahrzeuge der Saignelégier–La Chaux-de-Fonds-Bahn
| Lokomotiven der SC      | G 2x2/2 | G 2x2/2 | G 3/3   |
| ----------------------- | ------- | ------- | ------- |
| Nummerierung:           | 4 – 6   | 7       | 9       |
| Achsfolge:              | B'B     | B'B     | C       |
| Länge über Puffer:      | 7480 mm | 7740 mm | 6140 mm |
| Fester Radstand:        | 1150 mm | 1150 mm | 2200 mm |
| Gesamtradstand:         | 4000 mm | 4050 mm | 2200 mm |
| Dienstmasse:            | 24,0 t  | 27,1 t  | 20 t    |
| Reibungsmasse:          | 24,0 t  | 27,1 t  | 20 t    |
| Höchstgeschwindigkeit:  | 30 km/h | 30 km/h | 35 km/h |
| Triebraddurchmesser:    | 900 mm  | 900 mm  | 750 mm  |
| ND-Zylinderdurchmesser: | 250 mm  | 250 mm  | 300 mm  |
| HD-Zylinderdurchmesser: | 380 mm  | 380 mm  | 300 mm  |
| Kolbenhub:              | 460 mm  | 460 mm  | 350 mm  |
| Kesselüberdruck:        | 12 Atm. | 14 Atm. | 13 Atm. |
| Rostfläche:             | 0,7 m²  | 0,7 m²  | 0,7 m²  |
| Überhitzerfläche:       | 3,8 m²  | 3,7 m²  | 7,5 m²  |
| Heizfläche Total:       | 42,0 m² | 45,3 m² | 38,5 m² |
| Wasservorrat:           | 3,0 m³  | 3,0 m³  | 2,2 m³  |
| Kohlevorrat:            | 0,6 t   | 0,9 t   | 0,6 t   |

### G 2x2/2 Nr. 4 – 7
Für den Betrieb der Strecke Saignelégier–La Chaux-de-Fonds lieferte die Lokomotivfabrik Arnold Jung in Jungenthal 1892 zwei vierachsige Mallet-Lokomotiven G 2x2/2 Nr. 4 und 5 mit den Namen Pouillerel und Spiegelberg. Als 1894 die erste Revision anfiel, wurde eine dritte Lokomotive Franches-Montagnes mit der Betriebsnummer 6 beschafft. Im Jahre 1900 lieferte Jung die letzte Lokomotive Nr. 7 Jura. Die Nummern 4 bis 7 schlossen an die Lokomotivnummern der Ponts–Sagne–La Chaux-de-Fonds-Bahn an, mit der eine Betriebsgemeinschaft bestand.
Die G 2x2/2 hatten eine Achslast von nur 6 Tonnen. Offenbar rechnete man bei der ersten Lokomotivbestellung mit schlechten Gleisverhältnissen, denn das Betriebsprogramm der Mallet-Lokomotiven hätte auch mit einfacheren 3/3-gekuppelten-Lokomotiven erreicht werden können.
Maschine Nr. 5 wurde am 29. Oktober 1944 beim Luftangriff auf Le Noirmont zerstört. Die drei anderen Mallet-Lokomotiven wurden nach der Elektrifizierung 1953 ausrangiert und 1954 abgebrochen.

### G 3/3 Nr. 9

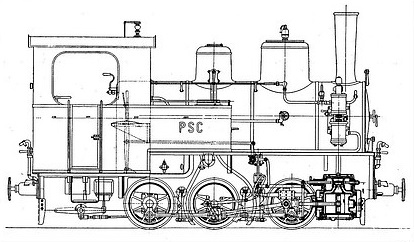
G 3/3 Nr. 9, vorher Lok Nr. 6 der PSC

Nach der Bombardierung der Lokomotive 5 benötigte die SC einen Ersatz. Sie konnte 1951 von der Ponts–Sagne–La Chaux-de-Fonds-Bahn die Dampflokomotive G 3/3 6 übernehmen, die nach der Elektrifizierung von 1950 überzählig wurde. Sie wurde 1915 von der Schweizerischen Lokomotiv- und Maschinenfabrik (SLM) geliefert. Da die Betriebsnummer 6 schon belegt war, wurden die Nummernschilder gewendet, um eine 9 zu erhalten. Nach der Elektrifikation der Chemins de fer du Jura wurde auch hier die Lokomotive 9 überzählig und 1956 abgebrochen.